# Henriette Vincent
Henriette Vincent, née Henriette Antoinette Rideau du Sal, est une artiste peintre botaniste française, née à Brest le 29 mai 1786 et morte à Landévennec le 6 juin 1834.

## Biographie
Henriette Antoinette Rideau du Sal naît le 29 mai 1786 à Brest. Elle est la fille d'Henry Marcel Rideau du Sal, commissaire de la Marine, et de son épouse, Françoise Catherine Thomase Anne Etesse. Elle se marie à Brest, le 7 fructidor an XI (25 août 1803), avec Ambroise Méry Vincent, ingénieur et architecte. 
Henriette Antoinette Rideau du Sal étudie la peinture à Paris avec Gérard van Spaendonck et Pierre-Joseph Redouté, tous deux fleuristes et artistes de la cour de France. Redouté en particulier a passé beaucoup de temps à peindre les roses et autres fleurs du jardin de Malmaison sous le règne de Napoléon Ier. Sous leur tutelle, elle devint une artiste exceptionnelle qui rivalisera avec Redouté dans sa maîtrise de la couleur. Elle travaille sous le nom d'Henriette Vincent, se faisant parfois appeler « Madame Vincent ». Sa relation avec Redouté lui permet d'obtenir des commandes et d'être en mesure d'exposer son travail au Salon de Paris en 1814, 1819, 1822 et 1824, ce qui était rare pour les femmes artistes de l'époque.
En 1831, Madame Vincent se retire à l’abbaye Saint-Guénolé de Landévennec et y meurt quelques années plus tard, le 6 juin 1834.

## Œuvre

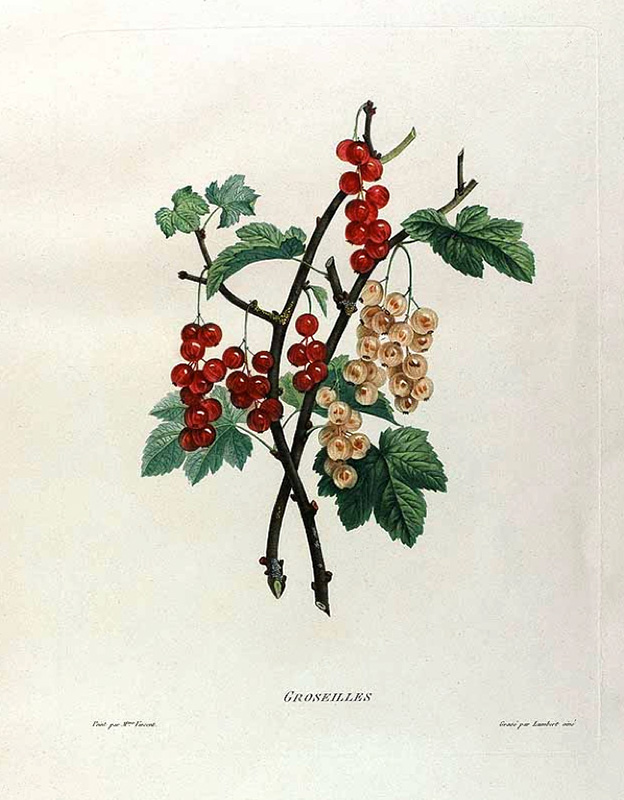
Ribes rubrum (1820), gravure d'après une peinture d' Henriette Vincent.

L’œuvre principale d'Henriette Vincent, Études de fleurs et de fruits peints d'après nature, publiée pour la première fois à Paris en 1820 avec 48 gravures en couleur finies à la main par Lambert l'aîné, a été rééditée la même année à Londres avec des aquatintes coloriées à la main par T. L. Busby qui inverse les images du volume original et dédiée aux « jeunes femmes ». Les sujets des aquarelles comprenaient des fleurs communes comme des tulipes, des roses, des narcisses, des jacinthes, des œillets et des anémones ; les fruits représentés comprenaient des raisins, des cerises, des prunes et des fraises. Les images finement détaillées et naturalistes montrent généralement des grappes de fleurs et de fruits avec leurs feuillages sur un fond uni et peuvent contenir des détails tels que des gouttelettes d'eau, une coccinelle assise sur une feuille ou des papillons flottants à proximité.
Bien que l’exactitude scientifique ne soit pas toujours respecté, la peinture de Vincent continue d'être appréciée pour sa délicatesse. Il n'existe que cinq exemplaires du livre ; les institutions qui en détiennent des exemplaires sont notamment le British Museum et le jardin botanique de Chicago,,.
En 1835, un second volume posthume de son œuvre est publié : Collection de 24 Bouquets de Fleurs. Les bouquets présentent deux à cinq sortes de fleurs différentes, certaines en bouquet d'autres dans des vases ou des bols.
Les plaques étaient des gravures pointillées, produites par Lambert, en quadrichromie avec une finition manuelle. Cette technique, que Madame Vincent a probablement appris de son professeur Redouté, convient bien à la représentation de la texture des fleurs, mais pose des défis supplémentaires lors du processus de gravure. l'ouvrage, un volume de 11 × 8,25 pouces, a été salué comme étant « d'une beauté consommée qui rehausse la réputation globale des peintres floraux français » de l'époque.
Le travail d'Henriette  Vincent a été inclus dans l'exposition de 2013, The Feminine Perspective: Women Artists and Illustrators, organisée par la Lenhardt Library du jardin botanique de Chicago.

## Sources
- Charles Gabet, Dictionnaire des artistes de l'école française au XIXe siècle, Paris, Madame Vergne, 1831, 722 p.